# Richtlinie 93/98/EWG zur Harmonisierung der Schutzdauer des Urheberrechts
Als (1.) Schutzdauerrichtlinie wurde ursprünglich die Richtlinie 93/98/EWG des Rates vom 29. Oktober 1993 zur Harmonisierung der Schutzdauer des Urheberrechts und bestimmter verwandter Schutzrechte bezeichnet, die unter anderem zur europaweiten Harmonisierung der Regelschutzfrist führte, die seitdem im Bereich der EU 70 Jahre nach dem Tod des Urhebers beträgt und auch in der Schweiz und im Fürstentum Liechtenstein gilt.
Die Schutzdauerrichtlinie vom 29. Oktober 1993 wurde am 15. Januar 2007 durch die aktuell geltende Richtlinie 2006/116/EG des Europäischen Parlaments und des Rates vom 12. Dezember 2006 über die Schutzdauer des Urheberrechts und bestimmter verwandter Schutzrechte, zuletzt geändert durch die Richtlinie 2011/77/EU vom 27. September 2011, ersetzt.
In Deutschland wurde die Schutzdauerrichtlinie zum 1. Juli 1995 im Gesetz über Urheberrecht und verwandte Schutzrechte umgesetzt.
Im Bereich der Bildrechte ergaben sich daraus erhebliche Auswirkungen:
- Die Anforderungen an Fotografien, um als besonders schützenswerte „Lichtbildwerke“ gelten zu dürfen, wurden enger gefasst.

- Sofern ein Lichtbildwerk am 1. Juli 1995 noch in einem anderen EU-Staat geschützt war, lebte dadurch ein erloschener Schutz gemäß § 137 f. UrhG wieder auf, was aufgrund der langen Fristen in Spanien dazu führte, dass eine riesige Zahl von vor 1960 entstandenen Bildern, die bereits gemeinfrei gewesen waren, plötzlich wieder geschützt wurden.

- Durch Art. 6 dieser EG-Richtlinie wurde die Festlegung der Schutzdauer für „andere Fotografien“ (Lichtbilder) ausdrücklich den nationalen Gesetzen der Mitgliedsstaaten überlassen.